# تلحوذان
تلحوذان قرية سوريّة تتبع إداريّاً لمحافظة حلب منطقة منبج ناحية خفسة، بلغ تعداد سكانها (4,356) نسمة حسب التعداد السكاني لعام 2004.